# Werdende Wohnungseigentümergemeinschaft
Mit dem Begriff Werdende Wohnungseigentümergemeinschaft wurde im bis 30.11.2020 geltenden deutschen Wohnungseigentumsrecht die Vorgemeinschaft in der Übergangszeit zwischen dem rechtlichen Entstehen des Wohnungseigentums und dem rechtlichen Entstehen der Wohnungseigentümergemeinschaft bezeichnet. In dieser Zeit gelten gegenüber den Regeln für den Normalfall einer Wohnungseigentümergemeinschaft einige Abweichungen. Das gilt auch noch in dem anschließenden Zeitraum, soweit er noch zur Entstehungsphase gehört.

## Rechtsgrundlagen
Das Recht des Wohnungseigentums wurde hauptsächlich durch das Wohnungseigentumsgesetz (WEG) geregelt, welches jedoch keine ausdrücklichen Regelungen zur Werdenden Wohnungseigentümergemeinschaft enthält. Weil es dafür aber einen unstrittigen Bedarf gibt, hat die Rechtsprechung entsprechende Regeln entwickelt.

## Bedürfnis
Wie auch der Bundesgerichtshof festgestellt hat, kann es nach Verkauf und Übergabe der Wohnungen noch Jahre dauern, bis eine Wohnungseigentümergemeinschaft im Rechtssinne entstanden ist. Die Wohnanlage muss aber schon ab Bezugsfertigkeit und Übergabe der verkauften Wohnungen bewirtschaftet und verwaltet werden, was sinnvollerweise nicht allein dem Veräußerer überlassen bleiben, sondern unter Mitwirkung der künftigen Eigentümer nach den Regeln erfolgen sollte, deren Geltung die Beteiligten ohnehin anstreben. Es gibt also ein Bedürfnis für eine entsprechende Anwendung des Wohnungseigentumsgesetzes auf diese Übergangsphase.

## Entstehung
Das Wohnungseigentum entsteht im Falle der Teilung nach § 8 WEG durch Anlegen der Wohnungsgrundbuchblätter durch das Grundbuchamt. Zu diesem Zeitpunkt haben jedoch alle dadurch entstandenen Wohnungseigentume noch den gleichen Eigentümer, nämlich den Eigentümer des Stammgrundstückes (teilender Eigentümer). Nach dem Wohnungseigentumsgesetz gibt es jedoch keine „Gemeinschaft“, die aus nur einer Person besteht (vergl. § 10 Abs. 7 Satz 4 WEG a. F.). Dementsprechend ist eine Gemeinschaft der Wohnungseigentümer erst dann entstanden, wenn in mindestens eines der zugehörigen Wohnungsgrundbuchblätter ein neuer Eigentümer eingetragen ist.
Eine Werdende Wohnungseigentümergemeinschaft besteht nach einer Entscheidung des Bundesgerichtshofs aber bereits dann, wenn ein wirksamer, auf die Übereignung von Wohnungseigentum gerichteter Erwerbsvertrag vorliegt, der Übereignungsanspruch durch eine Auflassungsvormerkung gesichert ist und der Besitz an der Wohnung auf den Erwerber übergegangen ist. Mitglieder der werdenden Wohnungseigentümergemeinschaft sind alle Erwerber, bei denen die genannten Voraussetzungen vorliegen (und der teilende Eigentümer, soweit er noch nicht von den Erwerbern verdrängt wurde).

## Rechtsstellung der werdenden Wohnungseigentümergemeinschaft und ihrer Mitglieder
Auf die werdende Wohnungseigentümergemeinschaft sind die Vorschriften der §§ 10 bis 29 und § 43 f. WEG entsprechend anzuwenden. Das heißt, die Mitglieder der werdenden Gemeinschaft haben praktisch die gleichen Rechte und Pflichten wie die Mitglieder der später entstehenden eigentlichen Wohnungseigentümergemeinschaft. Die werdende Wohnungseigentümergemeinschaft ist auch bereits rechtsfähig im Sinne des § 10 Abs. 6 Satz 1 WEG. (Die Rechtsfähigkeit der werdenden Gemeinschaft (Außenverhältnis) wird aber auch bestritten, der BGH hat hierüber noch nicht entschieden.)

## Rechtlich in Vollzug gesetzte Wohnungseigentümergemeinschaft
Wenn der erste Erwerber als Eigentümer in das Grundbuch eingetragen wird (es gibt dann zwei verschiedene Eigentümer: den Erwerber und den teilenden Eigentümer), wandelt sich die werdende Gemeinschaft zu diesem Zeitpunkt in eine Wohnungseigentümergemeinschaft im Rechtssinne um. Diese setzt sich nun aber für eine Übergangszeit aus den Volleigentümern und den übrigen Mitgliedern der früheren (beendeten) werdenden Gemeinschaft zusammen. Als Sonderfall  gehört zu den werdenden Wohnungseigentümern auch ein  Erwerber  von  Wohnungseigentum,  der  den  Erwerbsvertrag  vor  Entstehen der Wohnungseigentümergemeinschaft abschließt und zu dessen Gunsten eine Auflassungsvormerkung eingetragen wird, wenn er den Besitz an der Wohnung  erst  nach dem  Entstehen  der  Wohnungseigentümergemeinschaft erlangt hat.
Der Bundesgerichtshof hat die Frage, ob auch weitere Erwerber hinzukommen, die alle Voraussetzungen für die Zugehörigkeit zu einer werdenden Wohnungseigentümergemeinschaft erst nach Entstehen der Gemeinschaft erfüllen, noch nicht entschieden, sich aber bereits in diesem Sinne positiv geäußert.  »Eine zeitliche Begrenzung für die Anwendung der Grundsätze der werdenden Wohnungseigentümergemeinschaft auf die Ersterwerber hat der Senat lediglich im Hinblick darauf erwogen, dass der teilende Eigentümer nach einer längeren Vorratshaltung einem Eigenerwerber gleichzustellen sein könnte. […] In Betracht käme dies, wenn der Erwerbsvertrag als erster Bestandteil einer gesicherten Erwerbsposition erst geraume Zeit nach Entstehen der Wohnungseigentümergemeinschaft geschlossen wird. Ob sich insoweit geeignete Abgrenzungskriterien finden lassen oder ob seiner zeitlich unbegrenzten Anwendung auf Ersterwerber der Vorzug zu geben ist, bedarf keiner abschließenden Entscheidung.« Bis der BGH sich dazu klarstellend äußert, verbleibt in der Praxis eine erhebliche Unsicherheit.

## Ersterwerber, Zweiterwerber
Die besonderen Regeln, die den Erwerber der Eigentumswohnung unter den oben genannten Voraussetzungen in der Entstehungsphase bereits einem Wohnungseigentümer gleichstellen, gelten nur für Ersterwerber. Das sind diejenigen, die die Wohnung direkt vom teilenden Eigentümer (Bauträger) kaufen. Wenn ein Ersterwerber die Wohnung weiterverkauft, bevor er selbst in das Grundbuch eingetragen ist, ist sein Käufer ein sogenannter Zweiterwerber, für den die Ausnahmeregeln nicht gelten (er wird also kein werdender Wohnungseigentümer). Der BGH begründet das im Wesentlichen damit, dass dem Demokratisierungsinteresse der Erwerber mit dem ersten Erwerb einer gesicherten Rechtsposition von dem Bauträger Genüge getan ist. Fortan sei es dem Ersterwerber und dem Zweiterwerber ohne weiteres möglich, die Ausübung des Stimmrechts und die Tragung von Kosten und Lasten im Innenverhältnis vertraglich zu regeln.

## Ende der Entstehungsphase
Das Ende der Entstehungsphase tritt ein, wenn der letzte Ersterwerber als Eigentümer in das Grundbuch eingetragen ist. Damit wird die in Vollzug gesetzte Wohnungseigentümergemeinschaft vollendet.
Von diesem Zeitpunkt an gibt es keine Möglichkeit mehr, als Erwerber vor Erlangung der Eigentümerstellung Mitglied der Wohnungseigentümergemeinschaft zu werden.